# Buraco azul

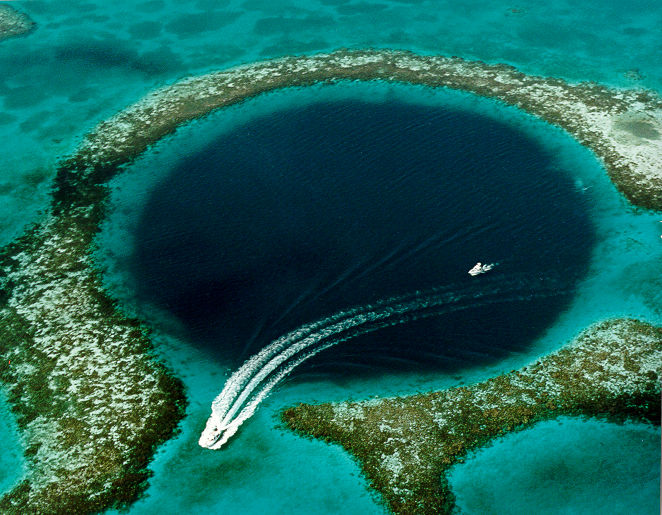
O Grande Buraco Azul, localizado perto de Cayo Ambergris, Belize

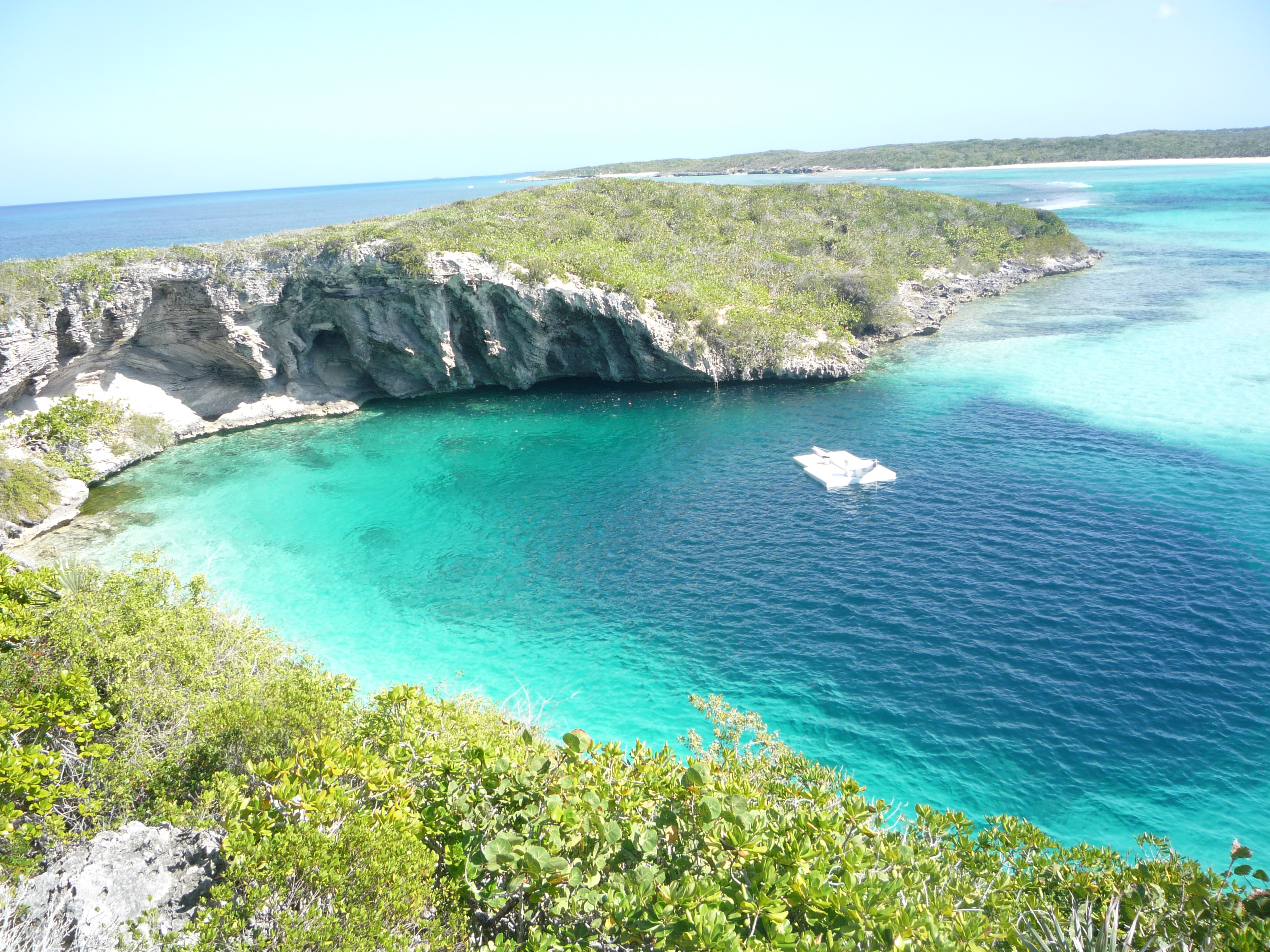
Buraco Azul de Dean, Long Island, Bahamas

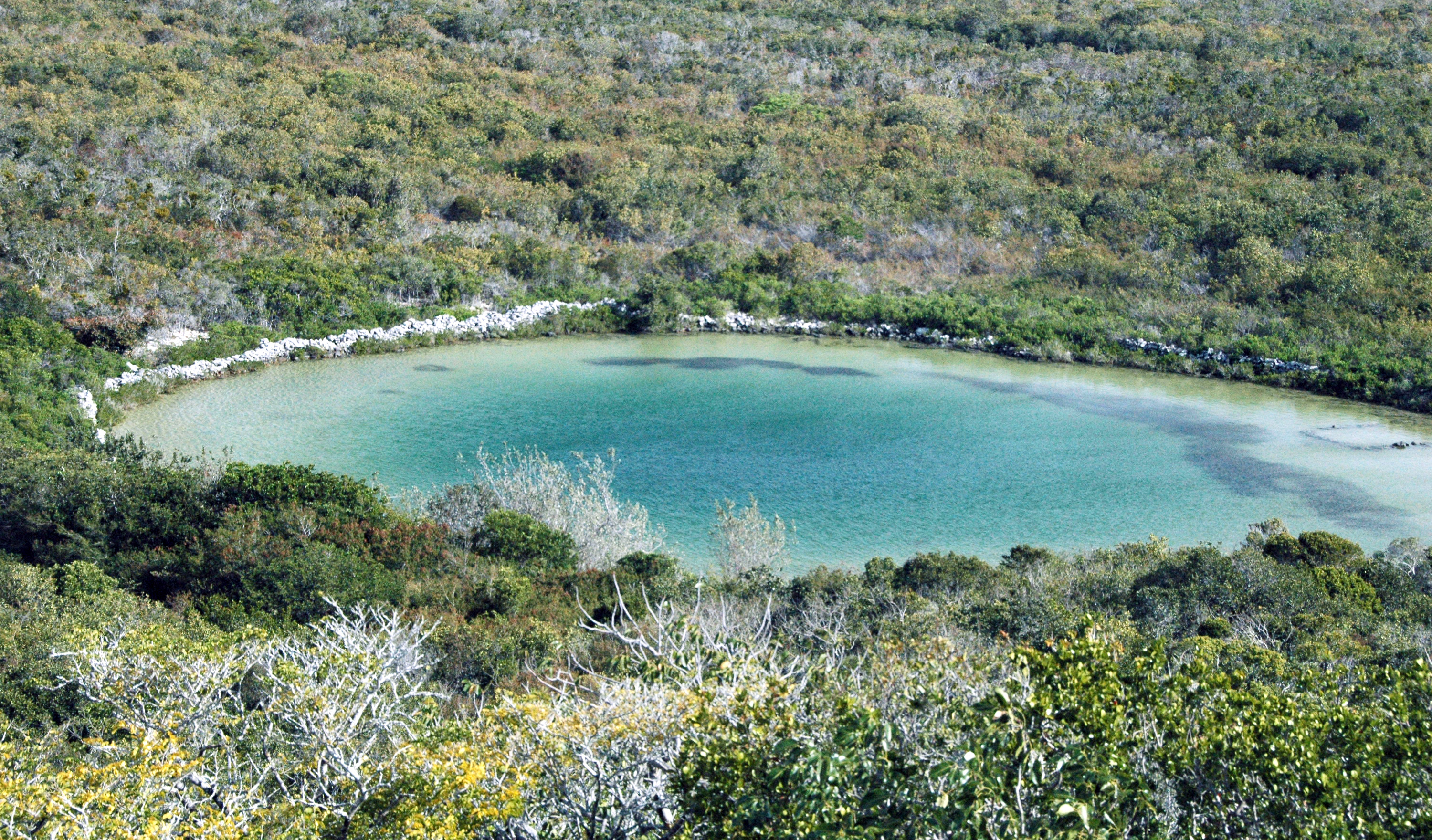
Buraco Azul de Watling, Ilha de San Salvador, Bahamas

Um buraco azul é uma grande caverna ou sumidouro marinho, que está aberto para a superfície e se desenvolveu em uma margem ou ilha composta por um leito rochoso carbonático (calcário ou recife de coral). Sua existência foi descoberta no final do século XX por pescadores e mergulhadores recreativos. Os buracos azuis normalmente contêm água doce, marinha ou química mista influenciada pelas marés. Eles se estendem abaixo do nível do mar na maior parte de sua profundidade e podem fornecer acesso a passagens de cavernas submersas. Exemplos bem conhecidos são o Buraco do Dragão (no Mar da China Meridional) e, no Caribe, o Grande Buraco Azul e o Buraco Azul de Dean.
Os buracos azuis se distinguem dos cenotes porque os últimos são vazios interiores geralmente contendo água doce subterrânea em vez de água do mar.

## Descrição
Buracos azuis são depressões aproximadamente circulares, com paredes íngremes, e assim chamados pelo contraste dramático entre o azul-escuro, águas profundas de suas profundezas e o azul mais claro das águas rasas ao seu redor. Sua circulação de água é pobre e eles são comumente anóxicos abaixo de uma certa profundidade; este ambiente é desfavorável para a maioria da vida marinha, mas mesmo assim pode suportar um grande número de bactérias. A cor azul profundo é causada pela alta transparência da água e areia carbonática branca brilhante. A luz azul é a parte mais duradoura do espectro; outras partes do espectro — vermelho, amarelo e finalmente verde — são absorvidas durante seu caminho pela água, mas a luz azul consegue alcançar a areia branca e retornar após a reflexão.
O buraco azul mais profundo do mundo, com 300,89 metros de profundidade, fica no Mar da China Meridional e é chamado de Buraco do Dragão, ou Longdong. O segundo buraco azul mais profundo do mundo com entrada subaquática a 202 metros é o Buraco Azul de Dean, localizado em uma baía a oeste de Clarence Town em Long Island, Bahamas. Outros buracos azuis têm cerca de metade dessa profundidade em cerca de cem a cento e vinte metros. O diâmetro da entrada superior varia tipicamente de 25 a 35 metros (Buraco Azul de Dean) a 300 metros (Grande Buraco Azul em Belize).
O maior buraco azul (levando em consideração a profundidade e a largura) está localizado a 100 quilômetros da costa de Belize. O Grande Buraco Azul tem 300 metros de largura e 125 metros de profundidade.